# Mercury Marquis
De Mercury Marquis was een modellijn van de Amerikaanse autofabrikant Mercury, onderdeel van de Ford Group. Er werden vier generaties geproduceerd tussen 1967 en 1986. De Marquis was de tegenhanger van de Ford LTD.
De eerste drie generaties van de Marquis werden aangeboden als coach en sedan in de hogere middenklasse. In 1983 werd de vierde generatie in de markt gezet als een middenklasser en nam de Grand Marquis de rol van Mercury's vlaggenschip over.
Toen Ford zijn productlijnen overschakelde naar voorwielaandrijving werd de Marquis in 1986 uit productie genomen en vervangen door de Mercury Sable.

## Eerste generatie (1967-1968)
In 1967 bracht Mercury de tweedeurs Marquis op de markt als tegenhanger voor de Ford LTD. Alhoewel de Marquis zijn daklijn deelde met de Ford LTD, beschikte de wagen over een langere wielbasis en een kwalitatief betere interieurbekleding met echte houten inzetstukken in plaats van namaakhout. Lederen bekleding was verkrijgbaar in optie. In tegenstelling tot de andere Mercury-productlijnen had de Marquis geen voorbank maar twee aparte voorzetels.
Aanvankelijk was de standaardmotor van de Marquis een "Marauder" V8-motor van 6,7 liter die 330 pk produceerde. Deze motor was gekoppeld aan een handgeschakelde versnellingsbak met vier versnellingen, met een drietraps automatische transmissie als optie. In 1968 werd de standaard motor een 6,4-liter V8-motor van 315 pk gekoppeld aan een handgeschakelde versnellingsbak met drie versnellingen. De drietraps automaat bleef als optie verkrijgbaar.
Naast de standaardmotor kon de Marquis optioneel ook met een 7,0-liter "Super Marauder" V8-motor van 345 pk geleverd worden.

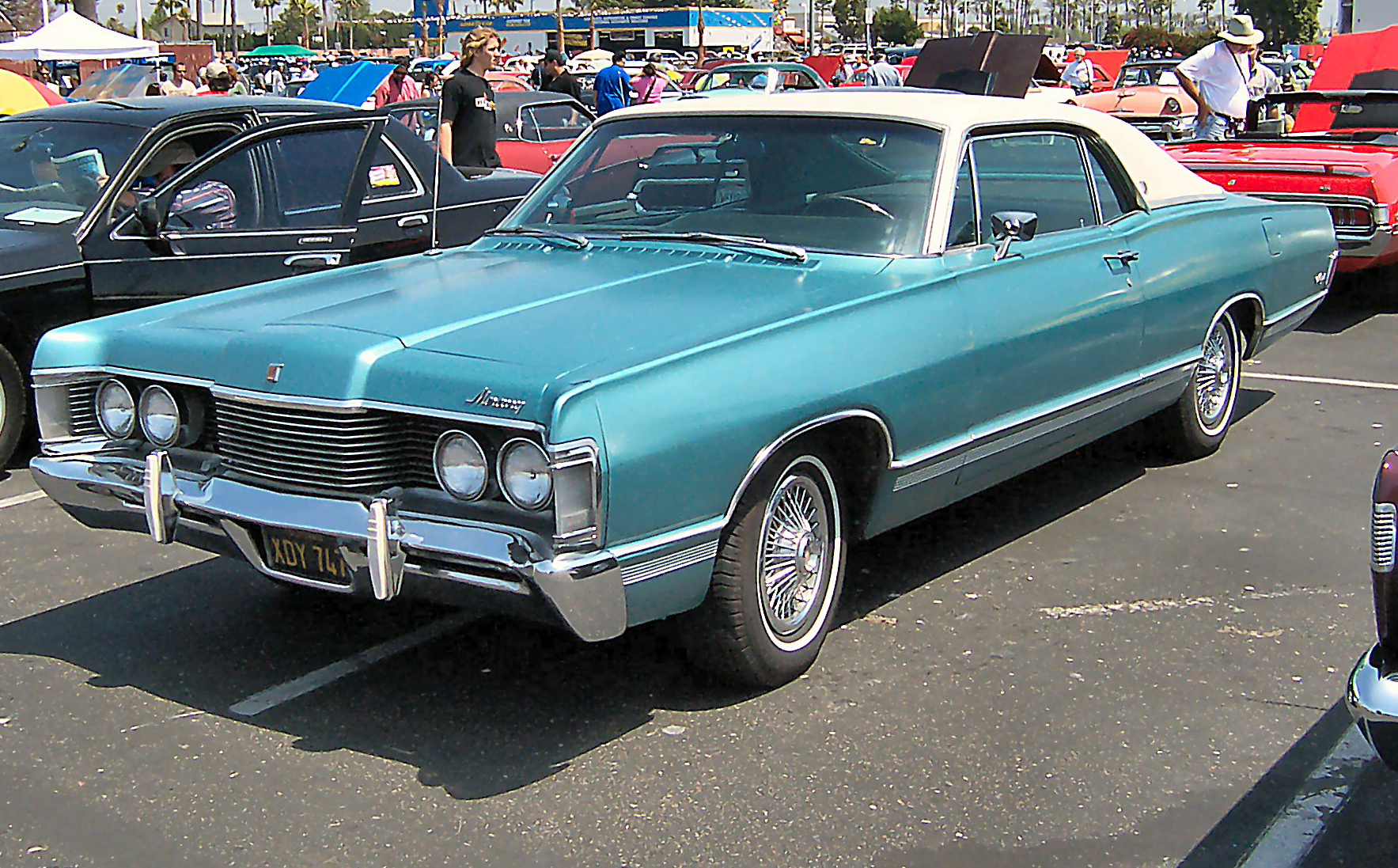
Mercury Marquis (1968)
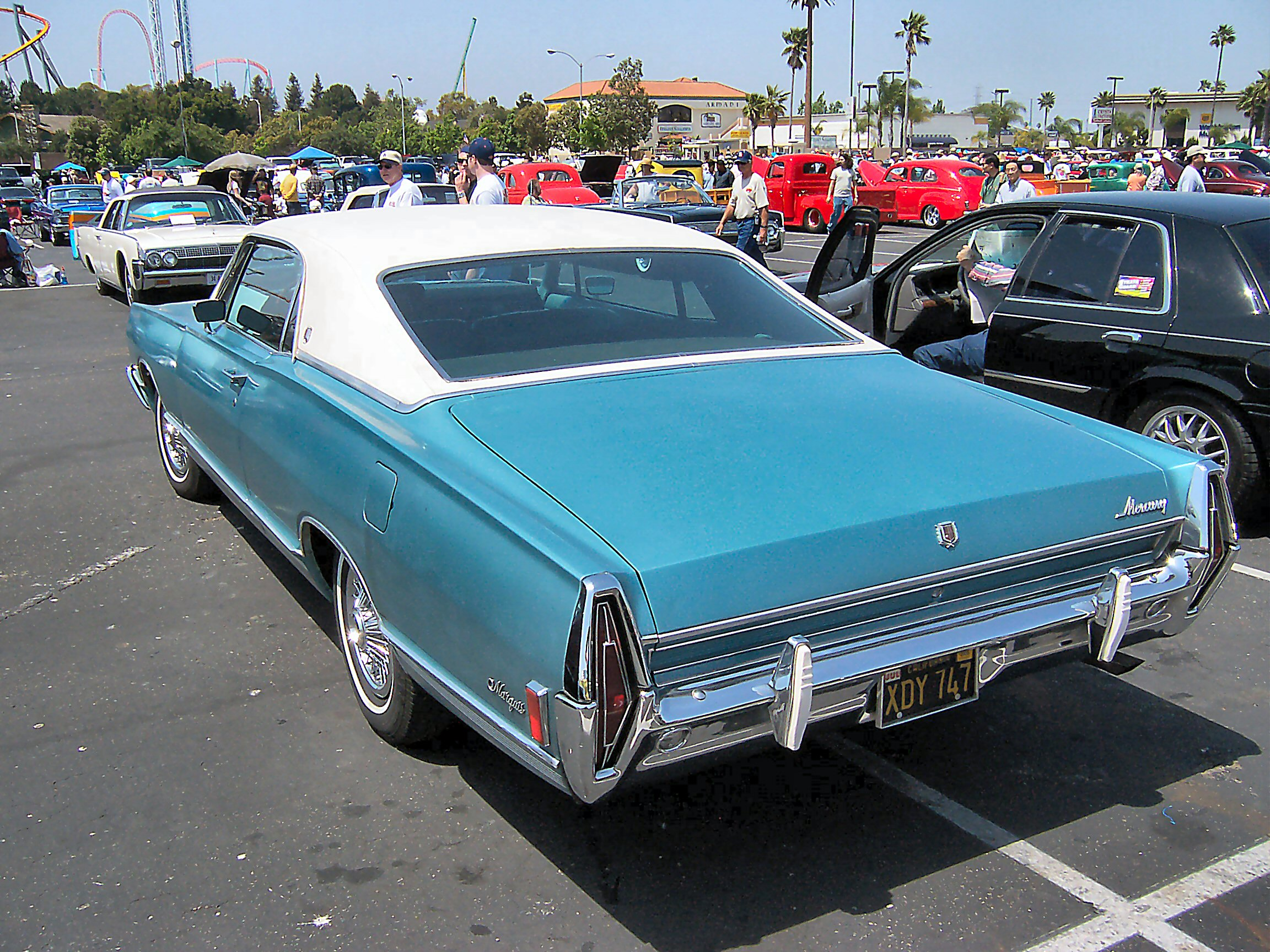
Mercury Marquis (1968), achteraanzicht

## Tweede generatie (1969-1978)
In 1969 voerde Mercury een herziening van zijn volledig aanbod door, waarbij de tweede generatie Marquis boven de Monterey kwam te staan en uitgebreid werd tot een volledige reeks carrosserievarianten. Naast de bestaande tweedeurs coach kwamen er ook nog een vierdeurs sedan en een tweedeurs cabriolet bij. Door de rebranding van de Mercury-stationwagens werd de Colony Park-stationwagen eveneens onderdeel van de Marquis-lijn en kon vanaf dat moment ook zonder zijpanelen in imitatiehout geleverd worden.
De tweede generatie Marquis deelde zijn achterwielaangedreven chassis met de Ford-modellenreeks uit de hogere middenklasse die in 1969 geïntroduceerd werd. De wagens waren standaard voorzien van schijfremmen vooraan en trommelremmen achteraan. In  1971 werd rembekrachtiging toegevoegd. Vanaf 1975 waren schijfremmen op alle wielen beschikbaar als optie.
Ook het motorenaanbod werd voor de tweede generatie Marquis volledig herzien. De "Marauder"-motoren uit de vorige generatie werden vervangen door een 7,0-liter V8-motor met 2- of 4-barrel carburateurs, uitsluitend gekoppeld aan een drietraps automatische transmissie. Een manuele versnellingsbak werd niet langer aangeboden. In 1972 kon de Marquis optioneel ook met een 7,5-liter V8-motor van Lincoln verkregen worden. In 1974 werd alleen nog deze 7,5-liter motor aangeboden.
In de loop van de jaren zeventig leverde Mercury inspanningen om de emissies en het brandstofverbruik van zijn volledige gamma te verbeteren door motoren met een kleinere cilinderinhoud te introduceren. In 1975 kreeg de Marquis een 6,6-liter V8-motor van Ford en in 1978 werd de standaardmotor van de Marquis een 5,8-liter V8-motor van Ford. De 7,5-liter V8-motor bleef wel beschikbaar als optie tot het einde van de generatie.
De carrosserie van de Marquis vertoonde veel gelijkenissen met de Lincoln Continental, waaronder de proporties van de motorkap, het radiatorrooster en de verchroomde spatborden. Aanvankelijk deelde de Marquis ook zijn verborgen koplampen met de Ford LTD. Dit werd een typerend designkenmerk voor de topmodellen van Lincoln-Mercury in de jaren zeventig. Er werd gebruik gemaakt van een vacuüm-systeem dat de koplampkappen gesloten hield bij draaiende motor. Als het systeem zou uitvallen gingen de koplampkappen automatisch omhoog zodat de koplampen zichtbaar werden.
In 1971 onderging de Marquis een kleine revisie, waarbij de wagens een dunnere B-stijl en frameloze portieren kregen. Ook de achterlichten werden hertekend en het dashboard werd herzien zodat de instrumenten en bedieningselementen dichter bij het stuur stonden. De cabriolet werd geschrapt uit het aanbod.

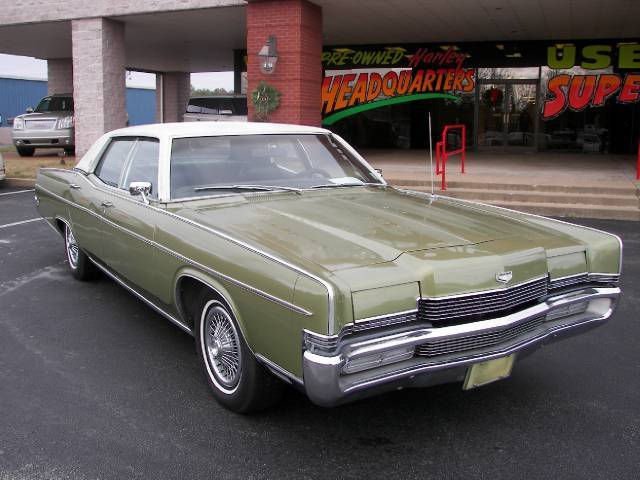
Mercury Marquis sedan (1969)
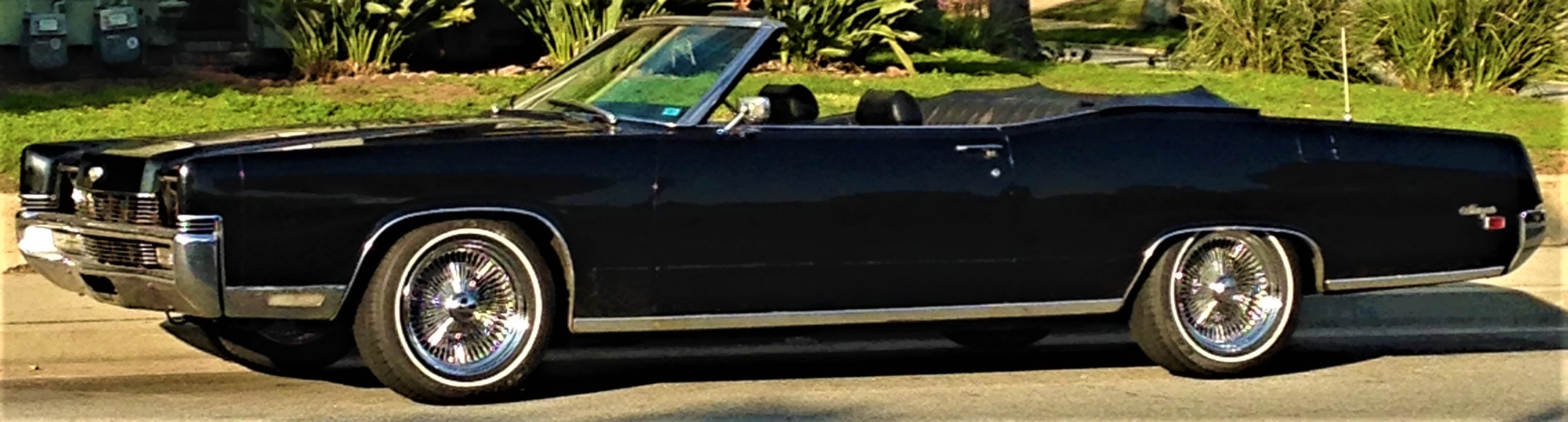
Mercury Marquis cabriolet (1969)
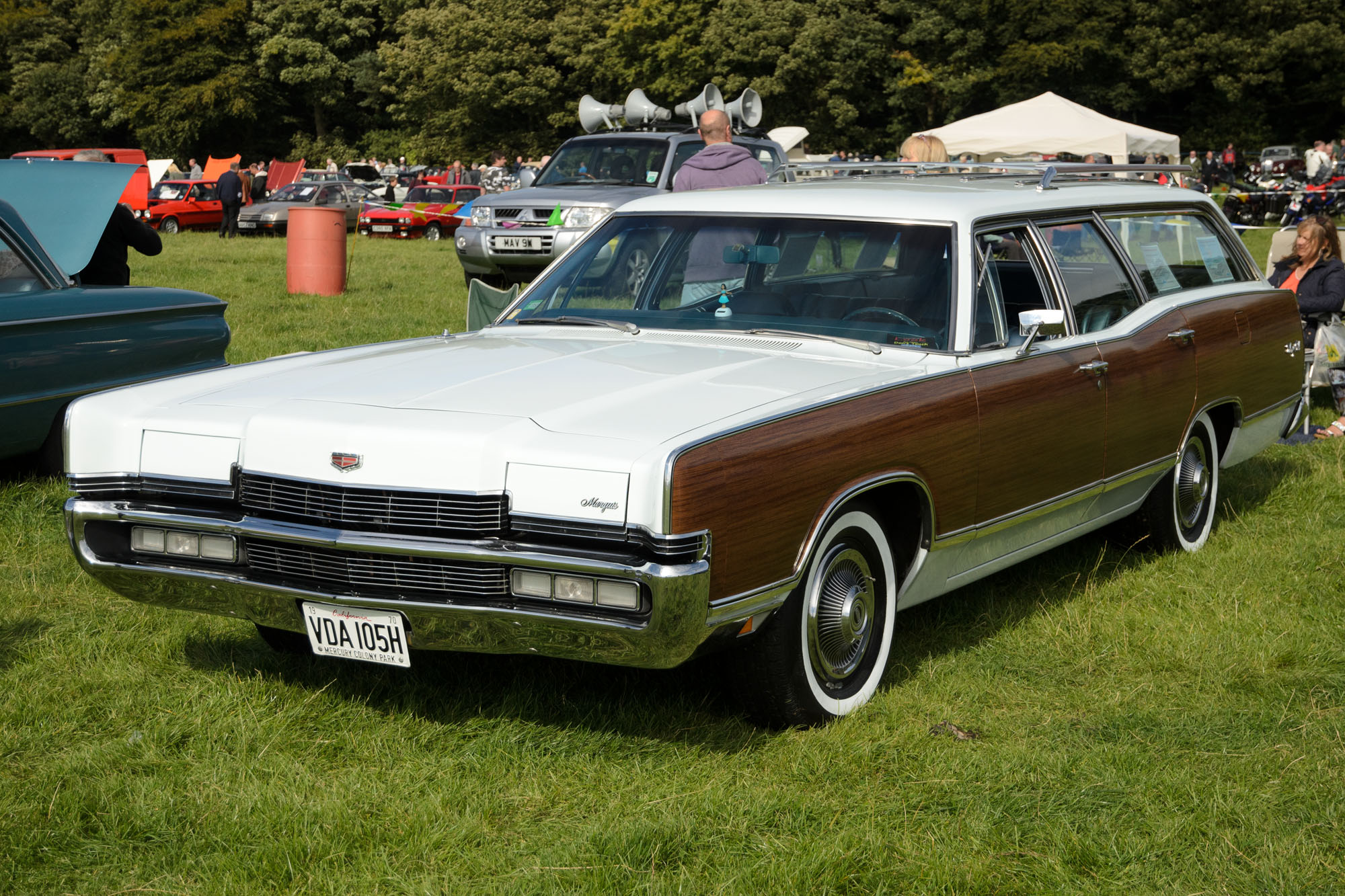
Mercury Marquis Colony Park stationwagen (1970)
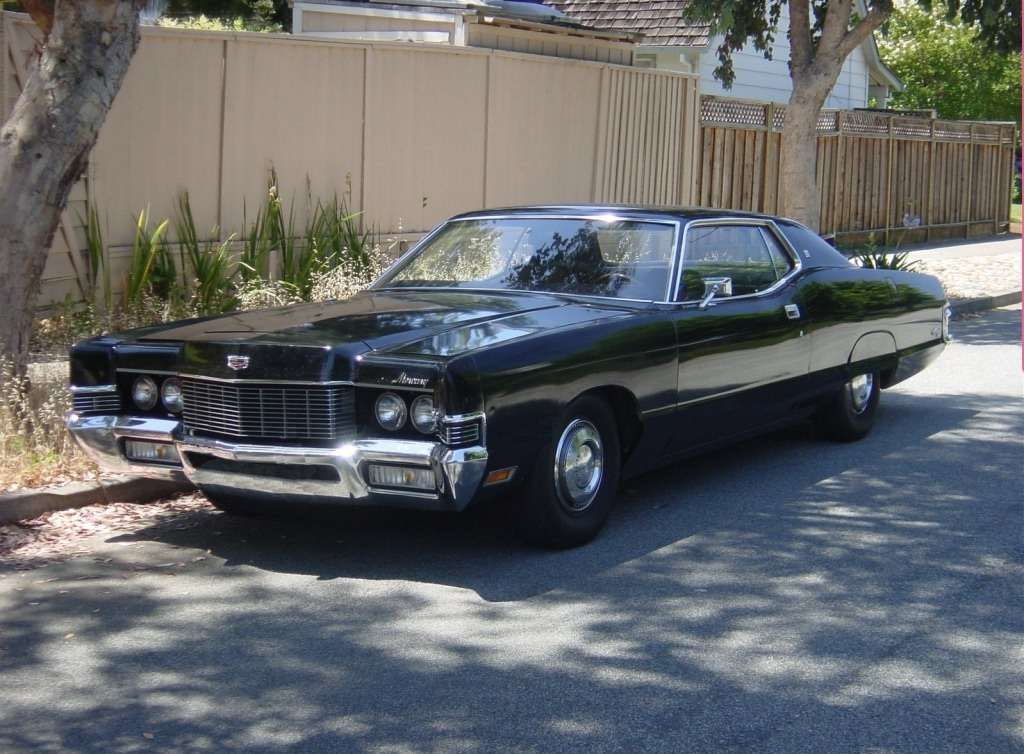
Mercury Marquis (1971)
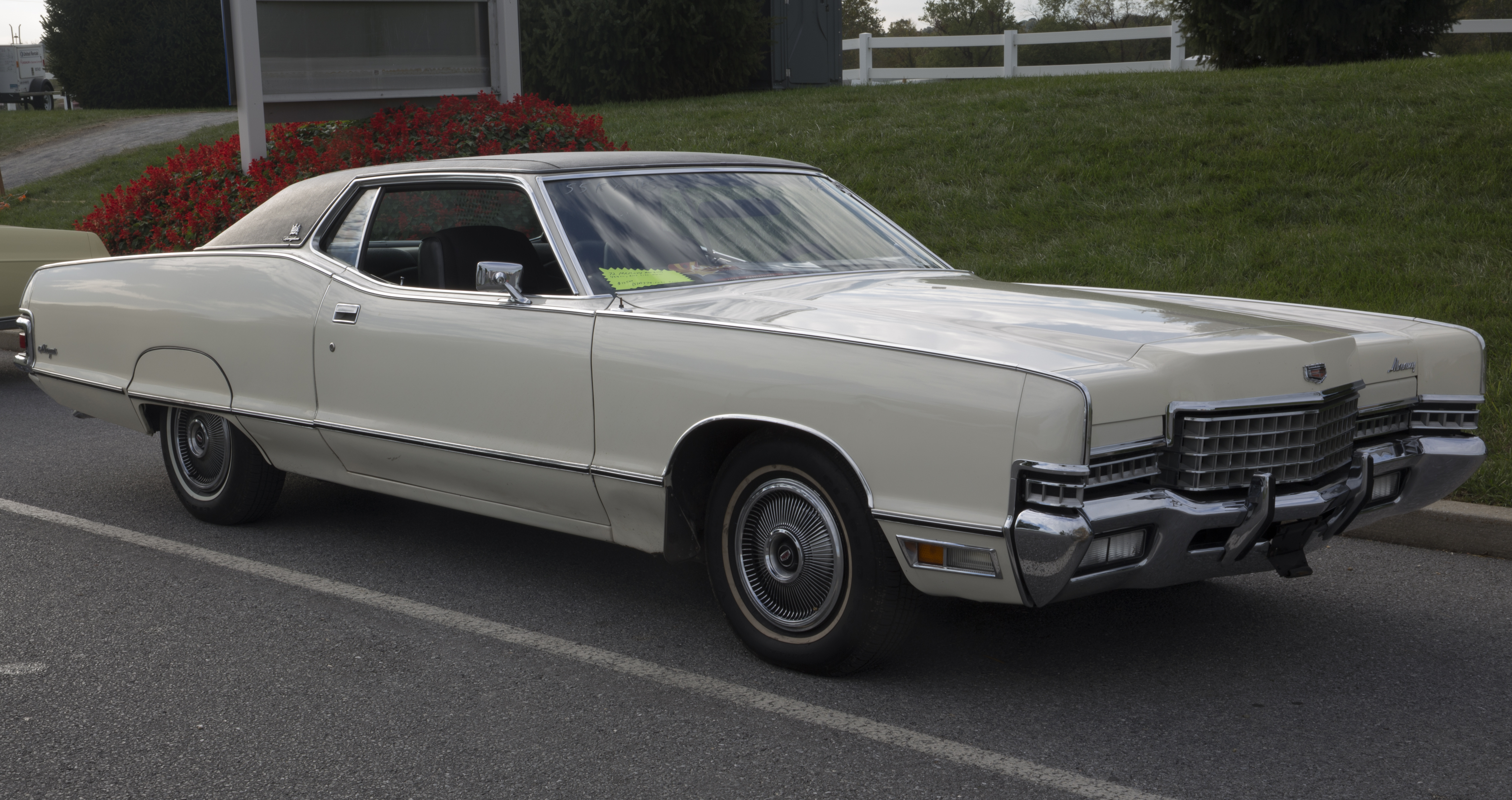
Mercury Marquis Brougham (1972)
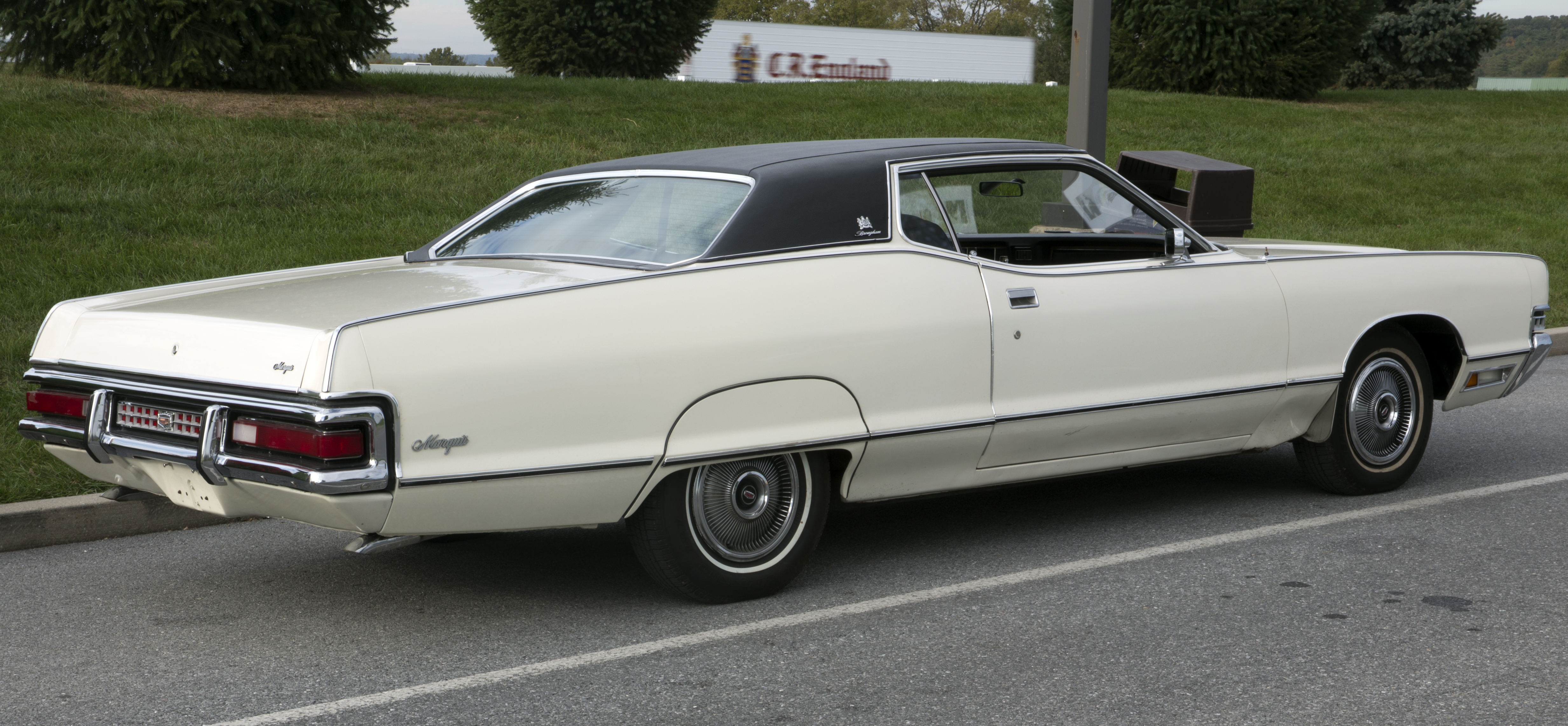
Mercury Marquis Brougham (1972), achteraanzicht
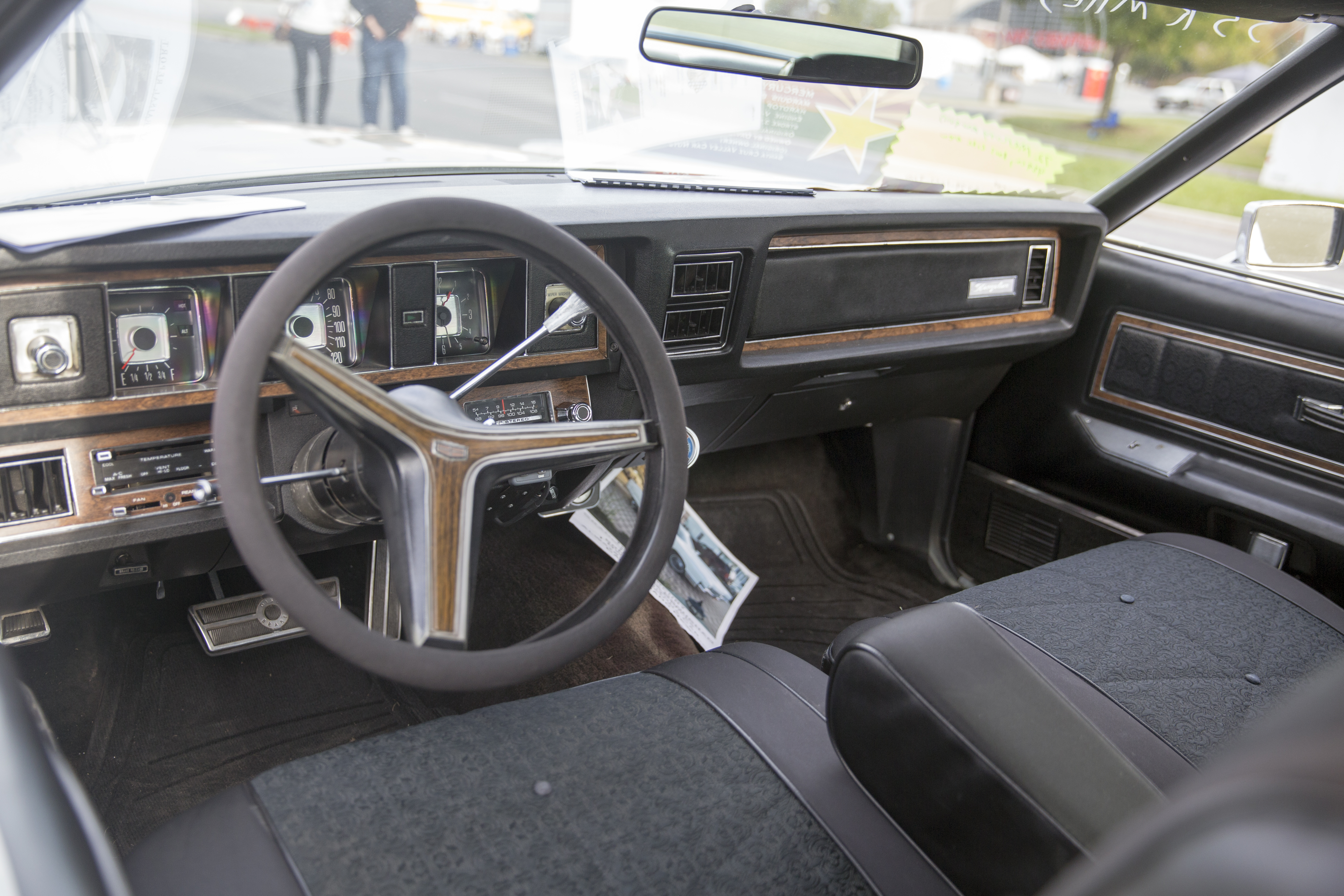
Mercury Marquis Brougham (1972), interieur

In 1973 kreeg de Marquis een grote facelift. Naast de toevoeging van de wettelijk verplichte veiligheidsbumpers kreeg de daklijn van de Marquis een compleet nieuw ontwerp. Het interieur kreeg een nieuwe bekleding, nieuwe zetels en een herontwerp van het dashboard.
Sinds 1969 werd de meest luxueuze uitvoering van de Marquis aangeduid als de "Brougham", een naam die ook al voor de topuitvoering van de Park Lane-serie gebruikt werd. In 1974 werd het "Grand Marquis" optiepakket voor de Marquis Brougham geïntroduceerd, een jaar later werd dit een aparte uitvoering die boven de Brougham gepositioneerd werd.

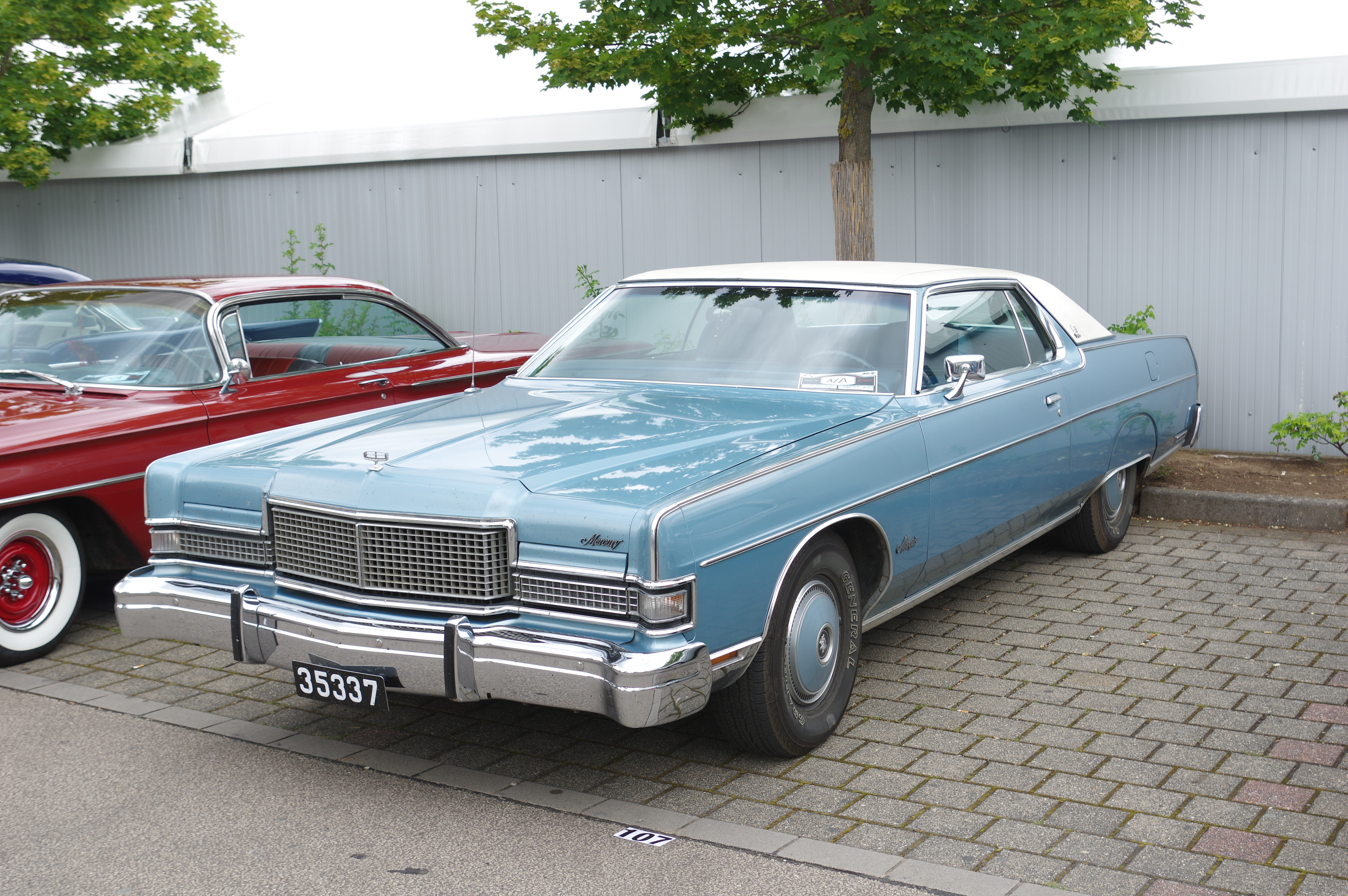
Mercury Marquis (1973), tweedeurs hardtop
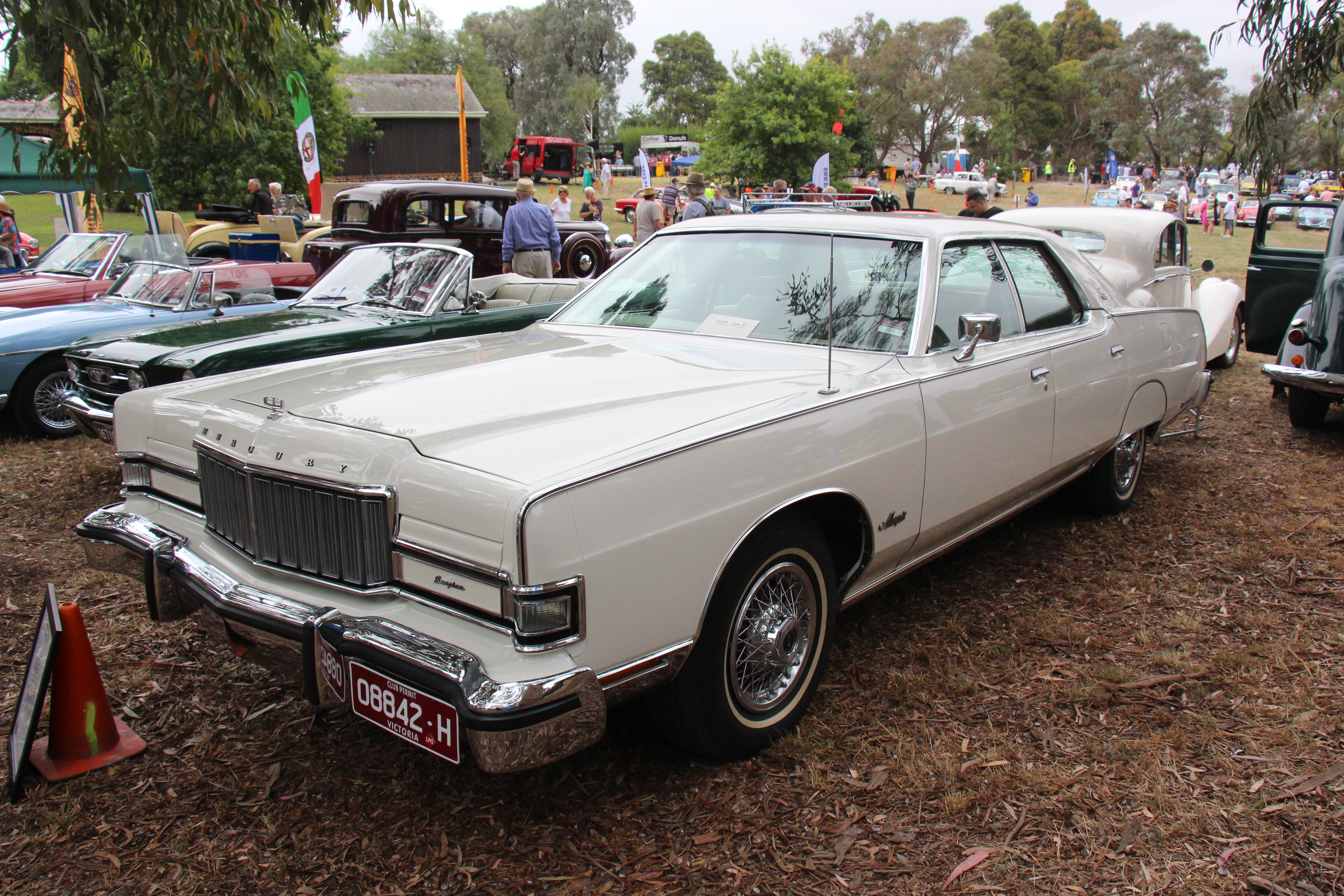
Mercury Marquis Brougham (1974), vierdeurs hardtop
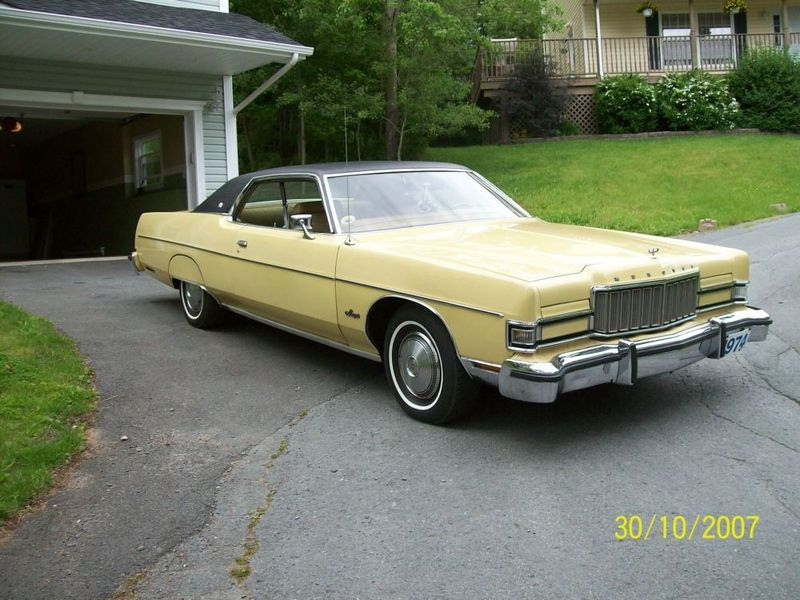
Mercury Marquis Brougham (1974), tweedeurs hardtop
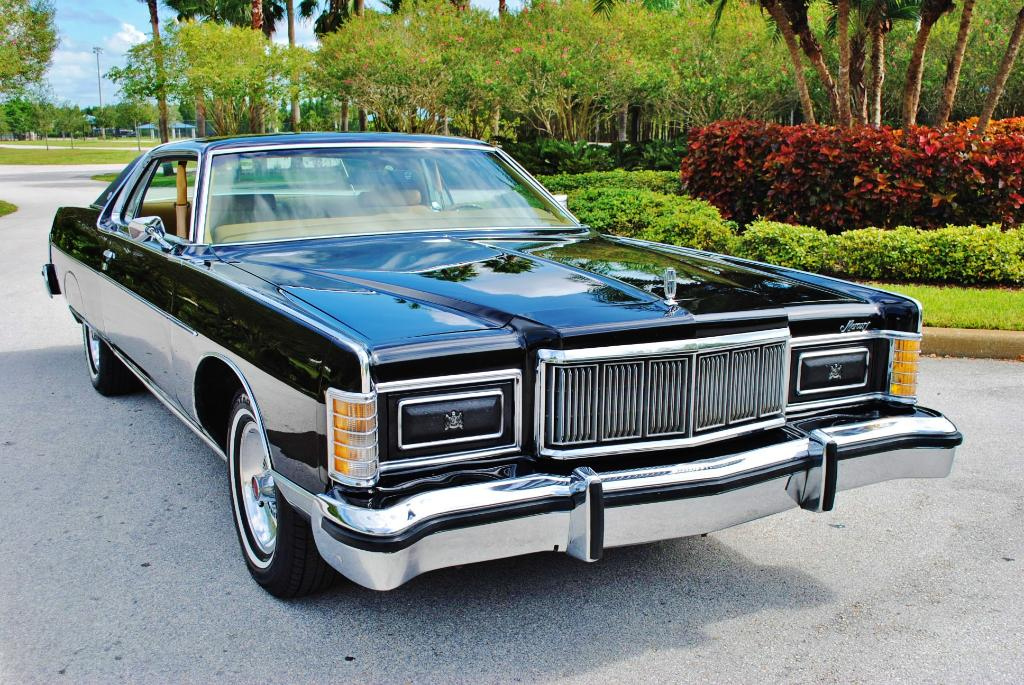
Mercury Marquis Brougham (1978), tweedeurs hardtop
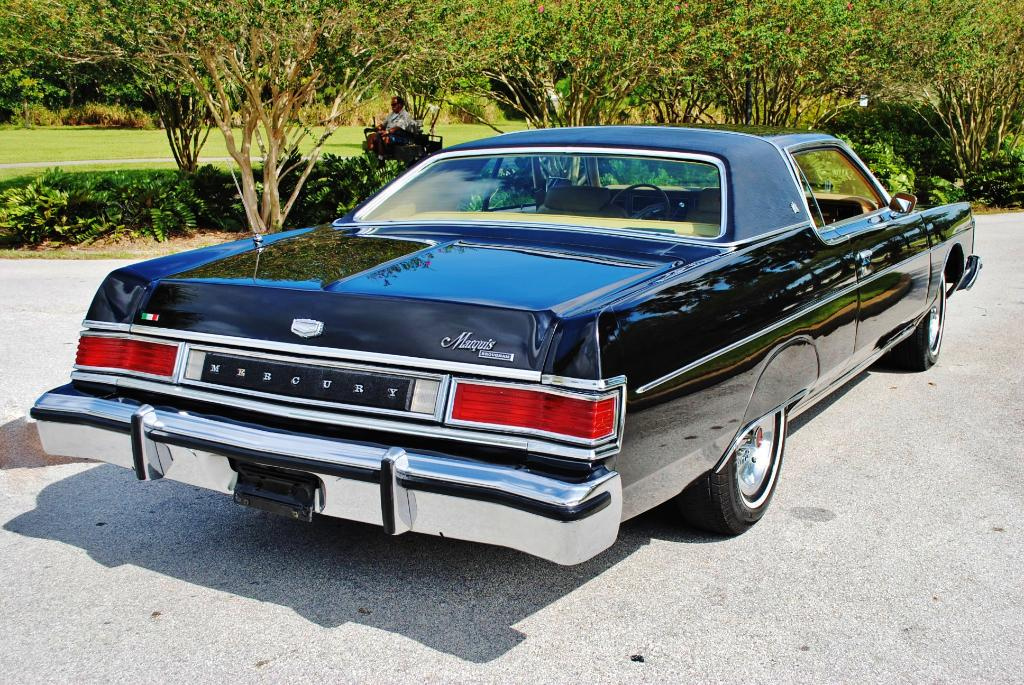
Mercury Marquis Brougham (1978), tweedeurs hardtop, achteraanzicht
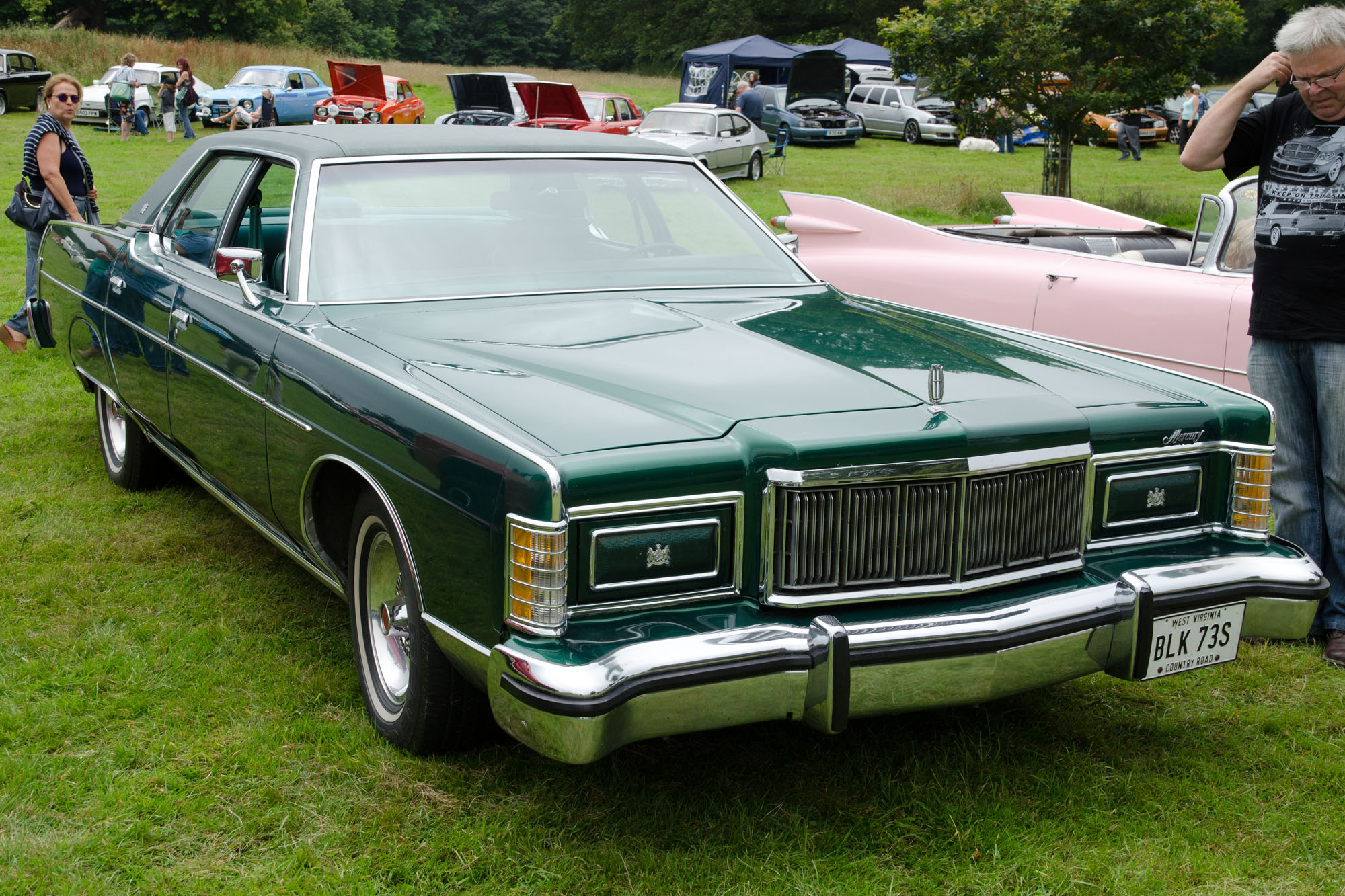
Mercury Marquis Brougham (1978), vierdeurs hardtop
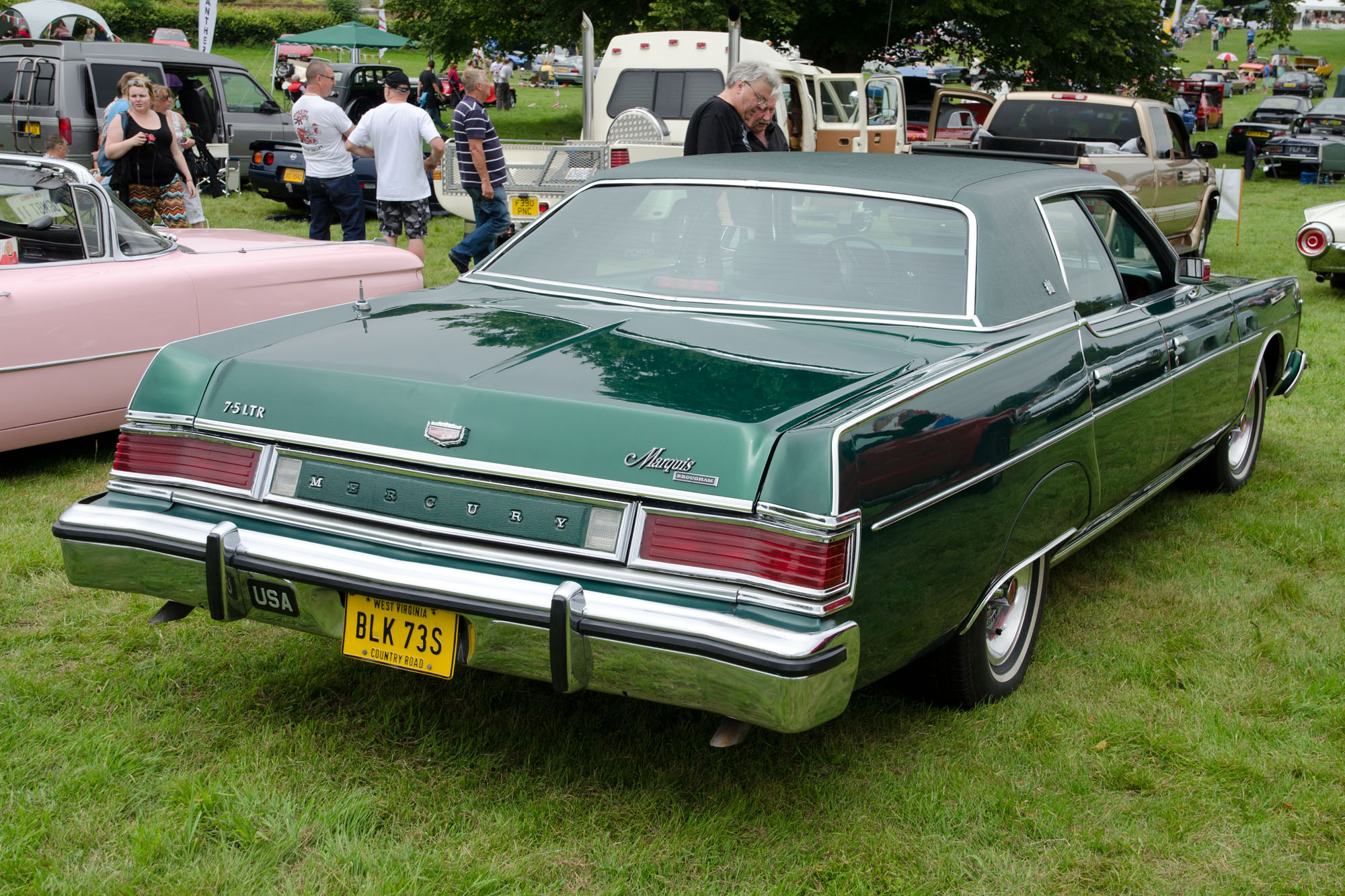
Mercury Marquis Brougham (1978), vierdeurs hardtop, achteraanzicht

## Derde generatie (1979-1982)
In 1979 werd de derde generatie Marquis geïntroduceerd, op een ogenblik dat een downsizing aan de gang was voor alle grote Ford- en Mercury-modellijnen. Deze Marquis maakte gebruik van het nieuwe Ford Panther-platform en was bijgevolg 43 cm korter en zo'n 450 kg lichter dan zijn voorganger uit 1978. Daarmee ruilde de Marquis van plaats met de Cougar als het langste voertuig van Mercury. Voor het eerst in de geschiedenis van de Mercury-divisie had de wagen dezelfde wielbasis als zijn Ford-tegenhanger.
Hoewel het herontwerp van de Marquis resulteerde in buitenafmetingen die kleiner waren dan die van de Mercury Cougar middenklasse sedan, won de Marquis toch aan binnenruimte ten opzichte van de vorige generatie door een hogere daklijn en opnieuw ontworpen zetels. De wagen kreeg verbeterde schijfremmen vooraan en trommelremmen achteraan.
De derde generatie Marquis werd gekenmerkt door een aandrijflijn die volledig nieuw was. In tegenstelling tot zijn tegenhangers van Chrysler en General Motors bleef de Marquis gebruik maken van V8-motoren, maar dan met een beduidend kleinere cilinderinhoud dan die in de vorige generaties. Aanvankelijk werd de nieuwe standaardmotor een 4,9-liter "Windsor" V8-motor gekoppeld aan een drietraps automatische transmissie. Een 5,8-liter V8 werd nog wel als optie aangeboden. In 1980 werd de standaardmotor op de basisversie van de Marquis een 4,2-liter V8, gekoppeld aan een viertraps "AOD" overdrive automatische transmissie. De 4,9-liter V8 verhuisde naar de Brougham- en de Grand Marquis-uitvoeringen. In 1982 werd de 5,8-liter V8 geschrapt uit het aanbod.
In combinatie met de downsizing had de derde generatie Marquis meer en meer onderdelen gemeenschappelijk met de andere Lincoln-Mercury- en de Ford-modellen uit de hoger middenklasse. Samen met hun gemeenschappelijke wielbasis deelden de Marquis en de Ford LTD bijna hun hele carrosserie en onderhuids had de Marquis ook veel gemeenschappelijk met de Lincoln Continental. De Marquis onderscheidde zich voornamelijk door zijn afwerking met onder andere een vinyldak over de volledige lengte voor de vierdeurs, portieren met volledig omlijste ramen en een eigen radiatorroosterontwerp. De verborgen koplampen werden geschrapt. In 1982 kreeg de Marquis een digitale boordcomputer ter vervanging van het analoge klokje in het dashboard.
Net als de vorige generatie was de Marquis opnieuw in drie uitvoeringen verkrijgbaar: naast de standaard Marquis verkocht Mercury ook de Marquis Brougham en als topversie de Grand Marquis. Ook de zijpanelen in imitatiehout deden weer hun intrede op de Colony Park-stationwagen.

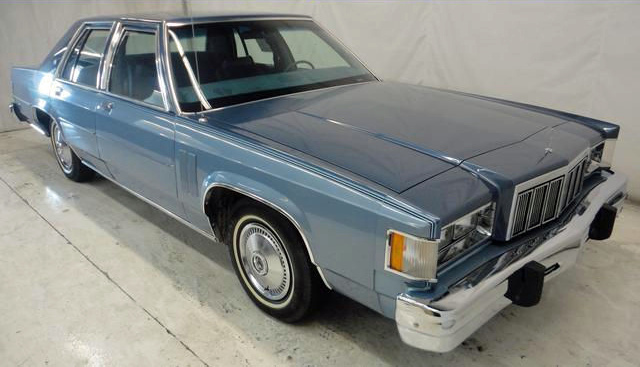
Mercury Marquis sedan (1980)
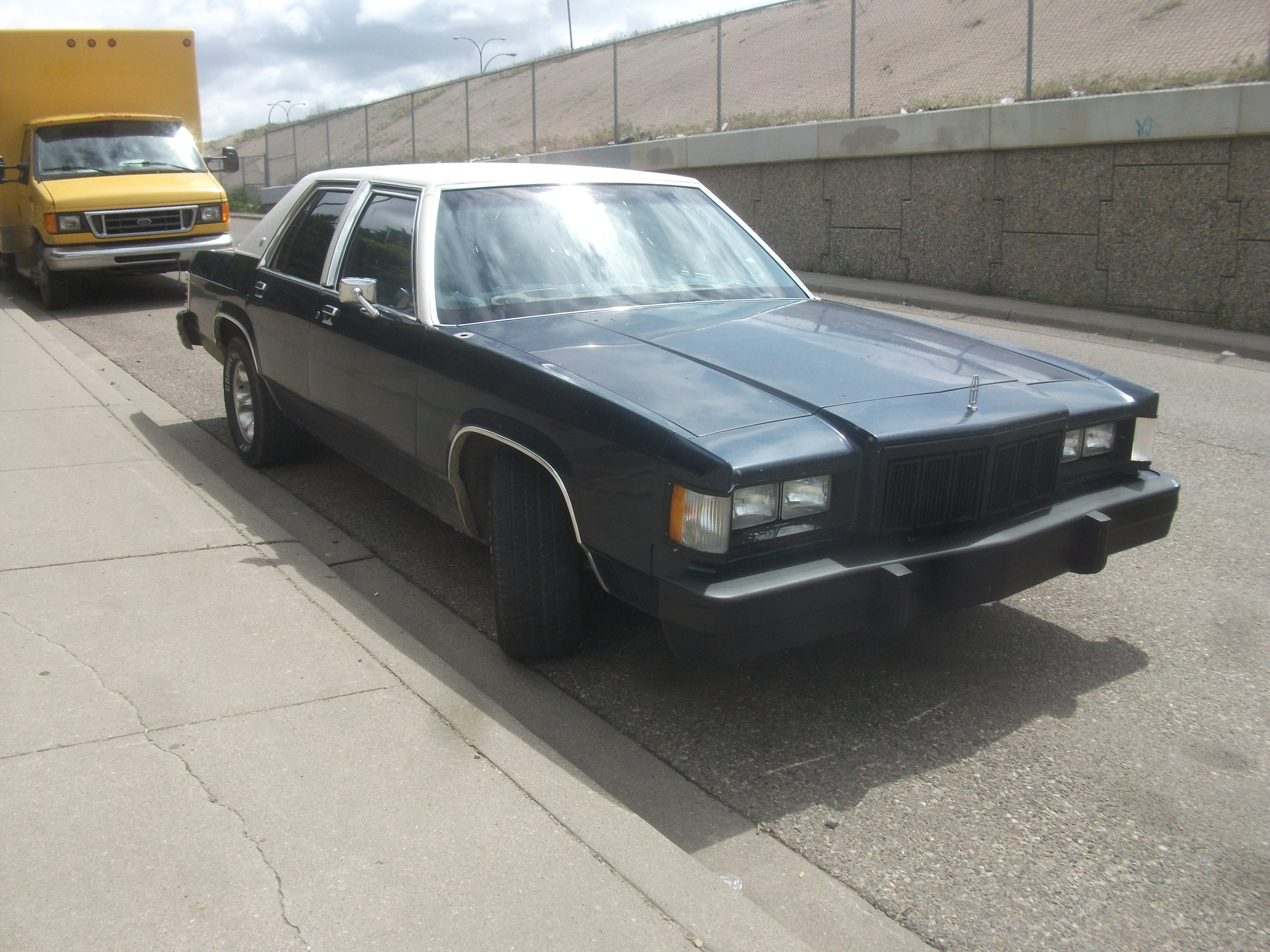
Mercury Marquis Brougham (1982)
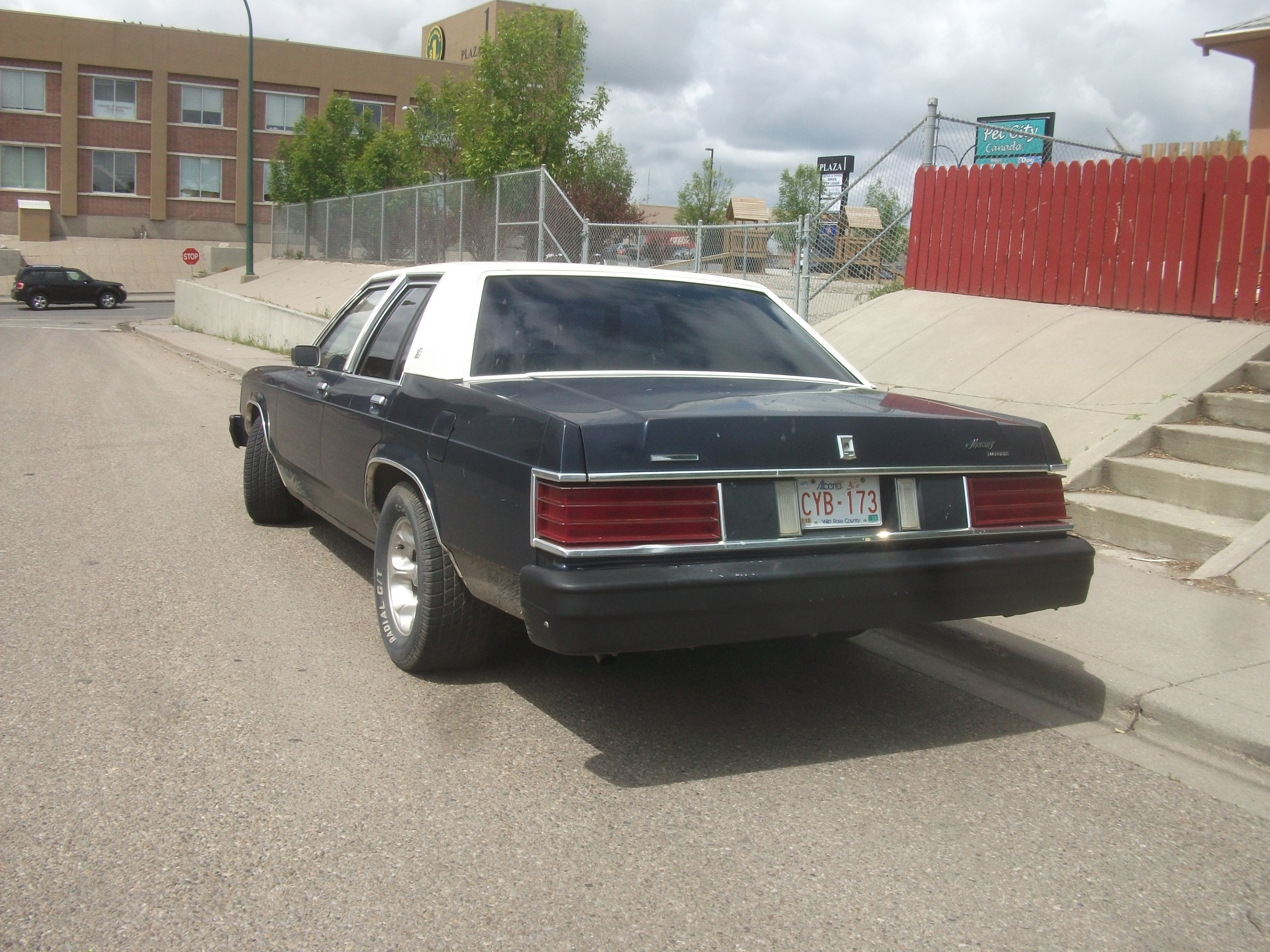
Mercury Marquis Brougham (1982), achteraanzicht
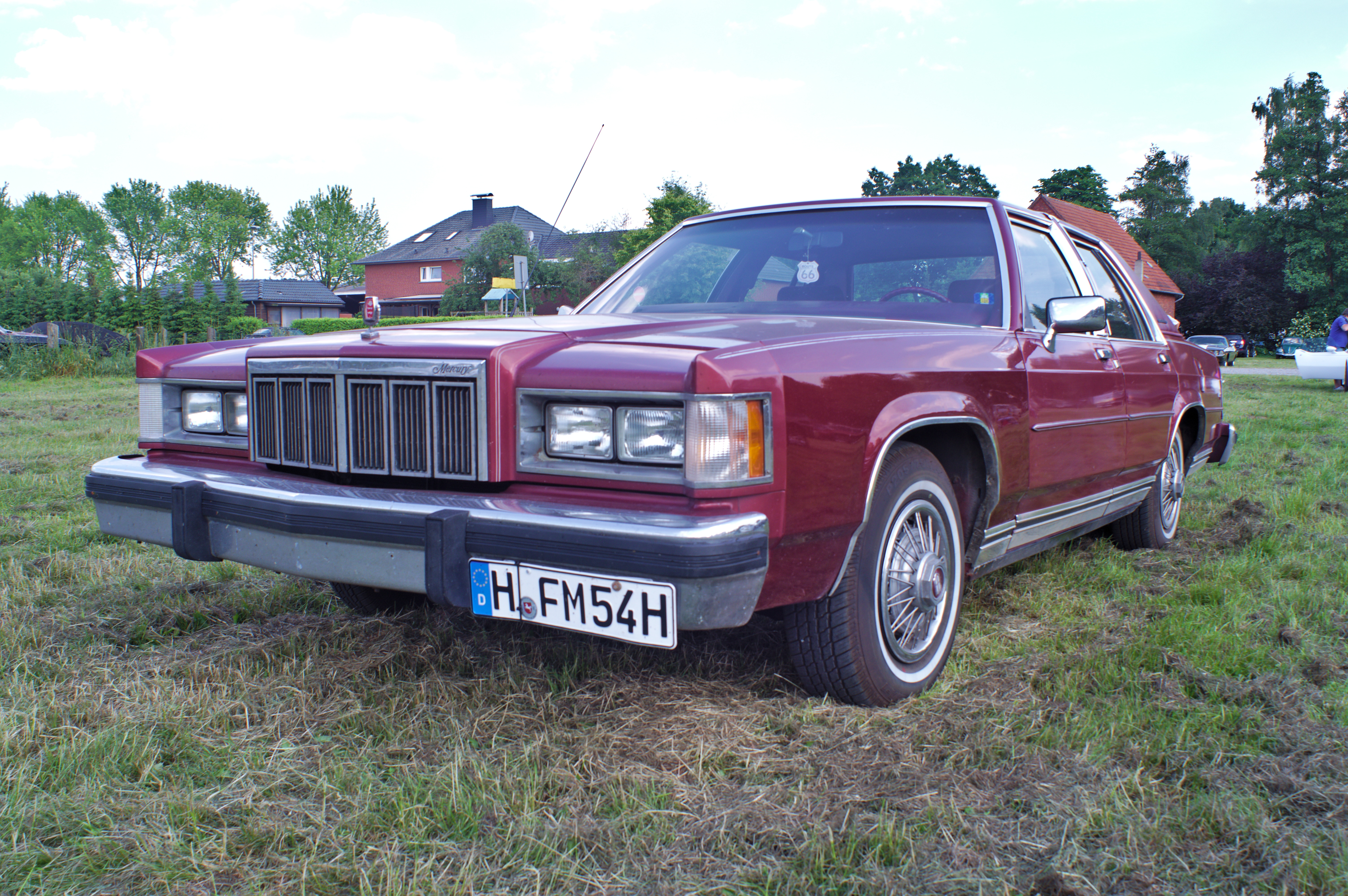
Mercury Grand Marquis (1982)

## Vierde generatie (1983-1986)
In 1983 werd de vierde generatie van de Marquis geïntroduceerd in het middenklassesegment om de slecht verkopende Cougar sedan en stationwagen te vervangen. De rol van de Marquis in de hogere middenklasse werd overgenomen door de Grand Marquis, die een aparte productlijn was geworden.
De vierde generatie Marquis werd aangeboden als vierdeurs sedan en vijfdeurs stationwagen, de tweedeurs varianten werden stopgezet. De Marquis onderscheidde zich van zijn Ford-tegenhanger, de Ford LTD, door zijn eigen radiatorrooster, achterlichten en parkeerlichten. In 1985 kreeg de Marquis een kleine facelift met nieuwe achterlichten.
Voor de vierde generatie werd het Ford Fox-platform met achterwielaandrijving gebruikt. Het Fox-platform, aanvankelijk ontwikkeld voor pony cars, is gebaseerd op een zelfdragende carrosserie in tegenstelling tot het chassis met carrosserie-opbouw dat gebruikt werd voor Ford- en Lincoln-Mercury-voertuigen uit de hogere middenklasse. Door de Marquis voor de tweede keer te verkleinen verloor de wagen nog een bijkomende 23 cm in wielbasis en 41 cm in lengte en werd de wagen, afhankelijk van de aandrijflijn, tot 400 kg lichter dan de vorige generatie.
Tijdens zijn productiespanne was deze generatie van de Marquis leverbaar met vier verschillende motoren. Sedans waren standaard uitgerust met een vier-in-lijn-motor van 2,3 liter, met als optie een zes-in-lijn-motor van 3,3 liter. Stationwagens werden alleen verkocht met de zes-in-lijn-motor van 3,3 liter. Een V6-motor van 3,8 liter was optioneel op beide carrosserievarianten. In 1984 verdween de zes-in-lijn-motor uit het aanbod. In Canada werd de Marquis LTS van 1984 to 1985 verkocht met de 5,0-liter V8-motor uit de Mustang. In 1983 was de 2,3-liter-motor nog leverbaar met een handgeschakelde vierversnellingsbak, maar na 1983 waren er enkel nog een drietraps automaat of een viertraps "AOD" automaat met overdrive beschikbaar.

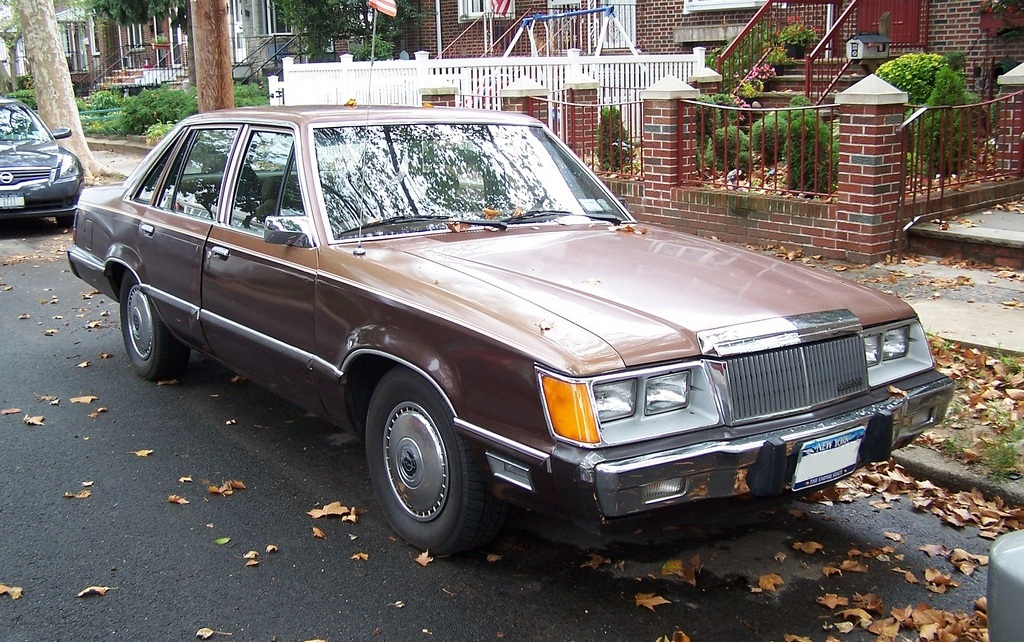
Mercury Marquis sedan (1983)
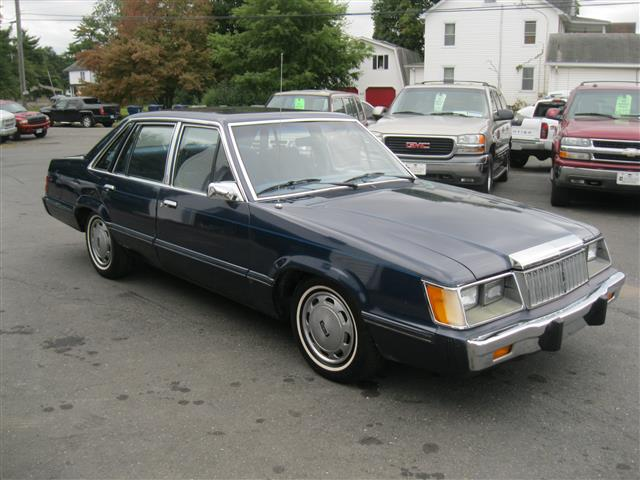
Mercury Marquis Brougham (1985)
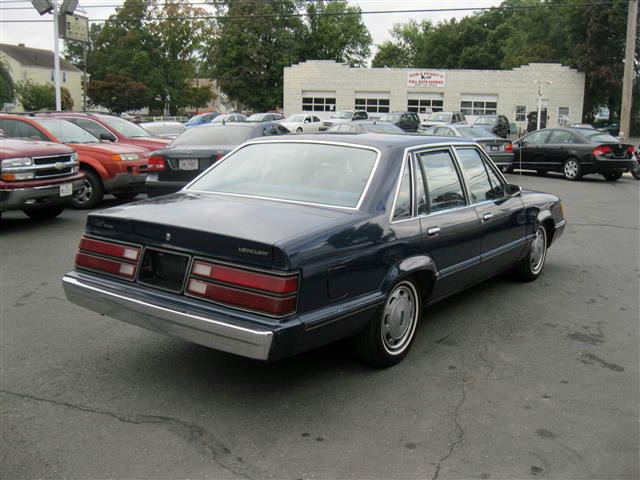
Mercury Marquis Brougham (1985), achteraanzicht
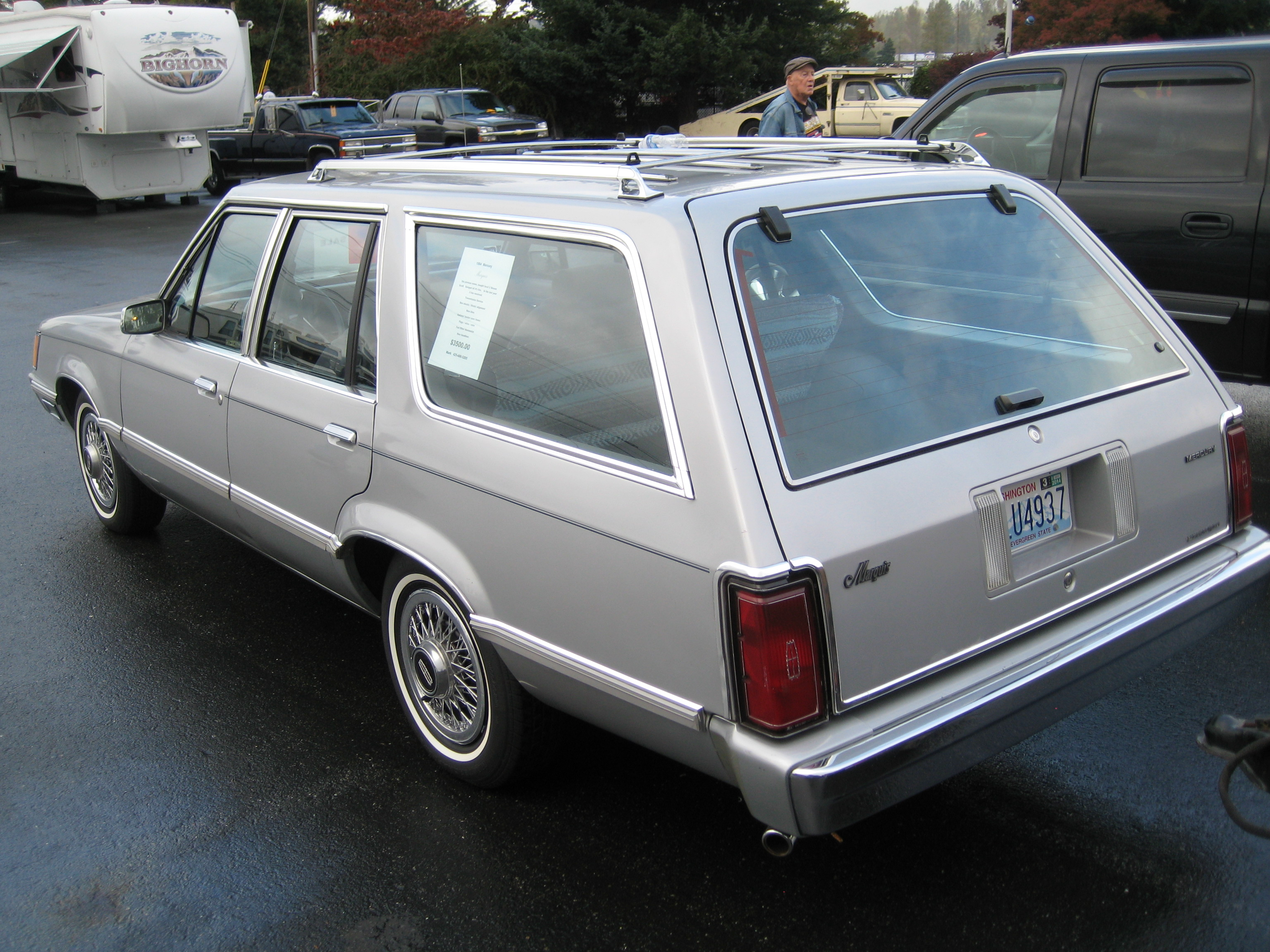
Mercury Marquis stationwagen (1984)

## Stopzetting
Toen Ford overschakelde naar autoplatforms met voorwielaandrijving werd de Marquis in 1986 opgevolgd door de Mercury Sable. Beide modellen werden nog tot eind dat jaar naast elkaar verkocht. De Grand Marquis, oorspronkelijk geïntroduceerd als de derde generatie Marquis in 1979, werd vrijwel ongewijzigd geproduceerd tot 1991. In 1992 kreeg de Grand Marquis een uitgebreide facelift en bleef vervolgens 19 jaar in productie tot het opdoeken van het Mercury-merk in 2011.